# Леон Фламен
Леон Фламен (26 травня 1906 —) — бельгійський академічний веслувальник.
Бронзовий призер Олімпійських Ігор 1928 року в складі розпашної двійки зі стерновим.